# 清灭南明之战
清灭南明之战，爆發於清朝顺治元年（1644年）至康熙元年（1662年），是清军入關戰爭中消滅南明各政权的作战。

## 过程

### 清灭南明鲁王政权之战
弘光朝覆亡后，由张国维、张煌言、钱肃乐等起兵浙东，擁立鲁王朱以海监国於紹興，以钱塘江為天險。以张名振为定西侯，責守石浦；其弟张名扬为左都督，責守南田。由於隆武朝廷建立時間稍先，又得到地方的支持，魯監國政權處于進退兩難，在張國維、熊汝霖等人的堅持下，拒絕接受隆武政權詔書。唐、魯兩政權之爭立愈演愈烈，乃至殺害魯監國所遣使者總兵陳謙，引起鄭芝龍的不滿。
顺治三年（1646年）六月，浙江大旱，钱塘江水浅，不及马腹，清军趁勢攻取浙东，张国维兵败身亡，马士英、阮大铖等計劃劫持朱以海降清。鲁王隨即逃亡海上，後走石浦，依附张名振，至普陀山。郑芝龙之侄鄭彩迎鲁王到福建。顺治六年（1649年）九月，张名振、阮进等袭杀隆武政权将领肃虏伯黄斌卿，十月迎魯王至舟山群岛，以参将府为行宫。顺治六年（1649年）清军攻占舟山，张名振、张苍水奉鲁王航于海上，朱以海隨张煌言等至厦门依靠郑成功，不久移驻金门。取消监国号，浙東政權結束。康熙元年（1662年）病卒，一说被郑成功杀害。

### 清灭南明永历政权之战
永历帝为清军所破，遁入缅甸，后为缅甸王献与吴三桂，南明彻底灭亡